# Vigano San Martino
Vigano San Martino – miejscowość i gmina we Włoszech, w regionie Lombardia, w prowincji Bergamo.
Według danych na styczeń 2009 gminę zamieszkiwały 1234 osoby przy gęstości zaludnienia 338,1 os./1 km².